# جيفري بلس
جيفري بلس (بالإنجليزية: Geoffrey Bles)‏ (1886 - 1957) كان ناشر بريطاني بدأت شركته النشر 1923. وقام بنشر الكتب الخمسة الأولى لسي. إس. لويس من سلسلة نارانيا.

## النشأة
جيفري بلس التحق بـ«القُراء الكِبار» في كلية ميرتون، في أكسفورد، وأعقبه دخوله إلى الخدمة المدنية الهندية. وخلال الحرب العالمية الأولى خدم في سلاح الفرسان 17، الجيش الهندي، قبل أن يعود إلى الخدمة المدنية الهندية.